# Chanava
Chanava, ungarisch Hanva (bis 1927 slowakisch auch „Hanava“) ist eine Gemeinde in der Mitte der Slowakei mit 715 Einwohnern (Stand 31. Dezember 2024), die im Okres Rimavská Sobota, einem Kreis des Banskobystrický kraj, liegt und zur Landschaft Gemer gezählt wird.

## Geographie

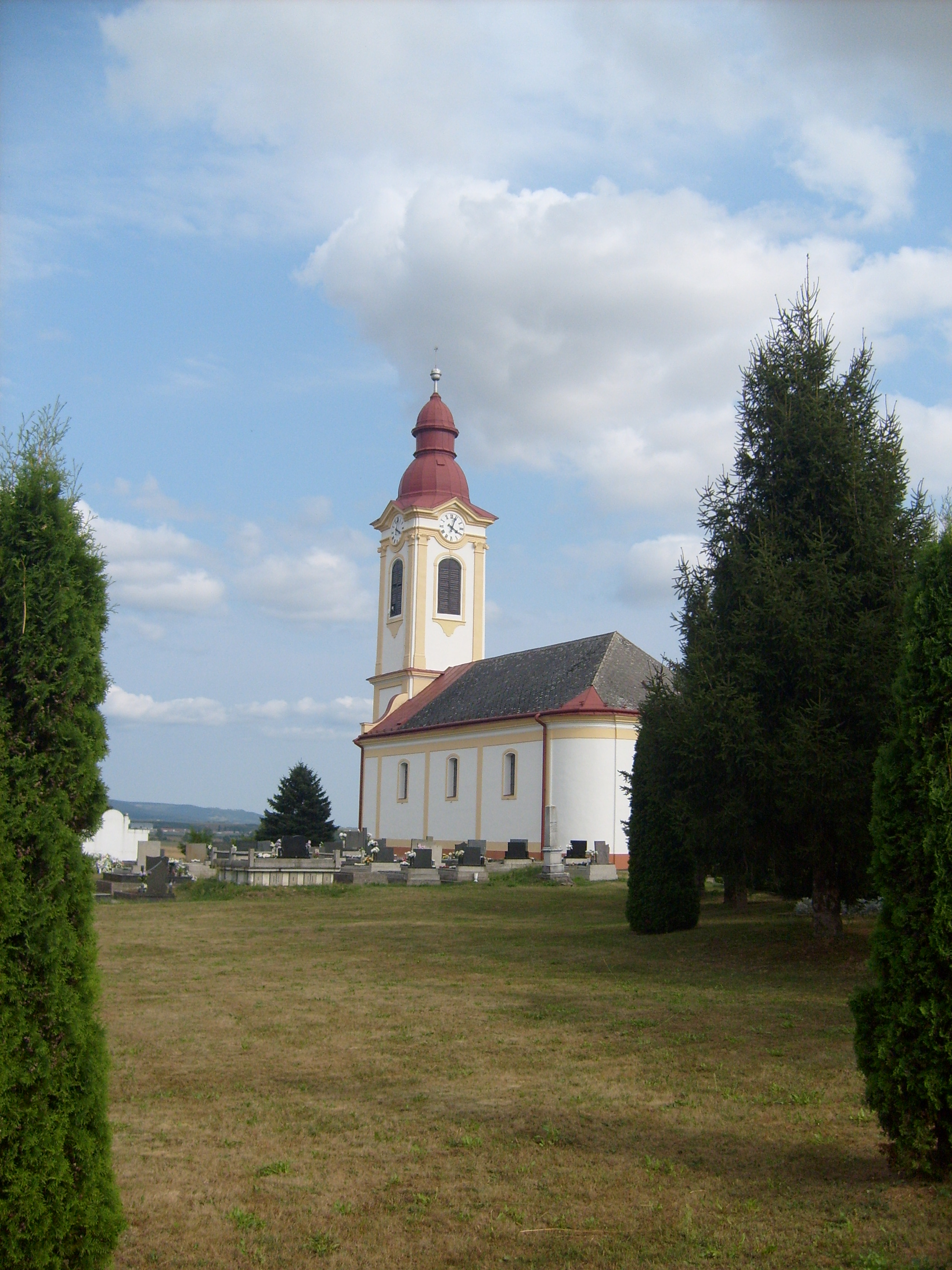
Reformierte Kirche in Chanava

Die Gemeinde befindet sich im Talkessel Rimavská kotlina (Teil von Juhoslovenská kotlina), auf der Flurterrasse der Slaná. Das Ortszentrum liegt auf einer Höhe von 175 m n.m. und ist 12 Kilometer von Tornaľa sowie 30 Kilometer von Rimavská Sobota entfernt.
Nachbargemeinden sind Rumince im Norden, Včelince und Štrkovec im Nordosten, Riečka und Kráľ im Osten, Abovce im Südosten, Lenartovce im Süden, Číž und Rimavská Seč im Südwesten, Ivanice im Westen und Barca im Nordwesten.

## Geschichte
Chanava wurde zum ersten Mal 1266 als Honua schriftlich erwähnt und entstand rund um ein Kloster, das im 16. Jahrhundert unterging. Das Dorf war Gut der örtlichen Familie Hanvay, ab dem 16. Jahrhundert auch der Familie Darvas. 1828 zählte man 117 Häuser und 1352 Einwohner, die als Landwirte und Winzer beschäftigt waren.
Bis 1918/1919 gehörte der im Komitat Gemer und Kleinhont liegende Ort zum Königreich Ungarn und kam danach zur Tschechoslowakei beziehungsweise heute Slowakei. Zwischen 1938 und 1944 gehörte er auf Grund des Ersten Wiener Schiedsspruches noch einmal zu Ungarn.

## Bevölkerung
| Jahr                | 1994 | 2004    | 2014    | 2024    |
| ------------------- | ---- | ------- | ------- | ------- |
| Anzahl der Personen | 673  | 708     | 697     | 715     |
| Unterschied         |      | +5,20 % | −1,55 % | +2,58 % |

| Jahr                | 2023 | 2024    |
| ------------------- | ---- | ------- |
| Anzahl der Personen | 708  | 715     |
| Unterschied         |      | +0,98 % |

Gemäß der Volkszählung 2011 wohnten in Chanava 735 Einwohner, davon 616 Magyaren, 55 Slowaken und 24 Roma. 15 Einwohner machten keine Angabe zur Ethnie.
377 Einwohner bekannten sich zur reformierten Kirche, 245 Einwohner zur römisch-katholischen Kirche, 23 Einwohner zur Evangelischen Kirche A. B., 15 Einwohner zu den Zeugen Jehovas sowie jeweils ein Einwohner zur griechisch-katholischen Kirche und zur orthodoxen Kirche. 32 Einwohner waren konfessionslos und bei 16 Einwohnern wurde die Konfession nicht ermittelt.

## Bauwerke und Denkmäler

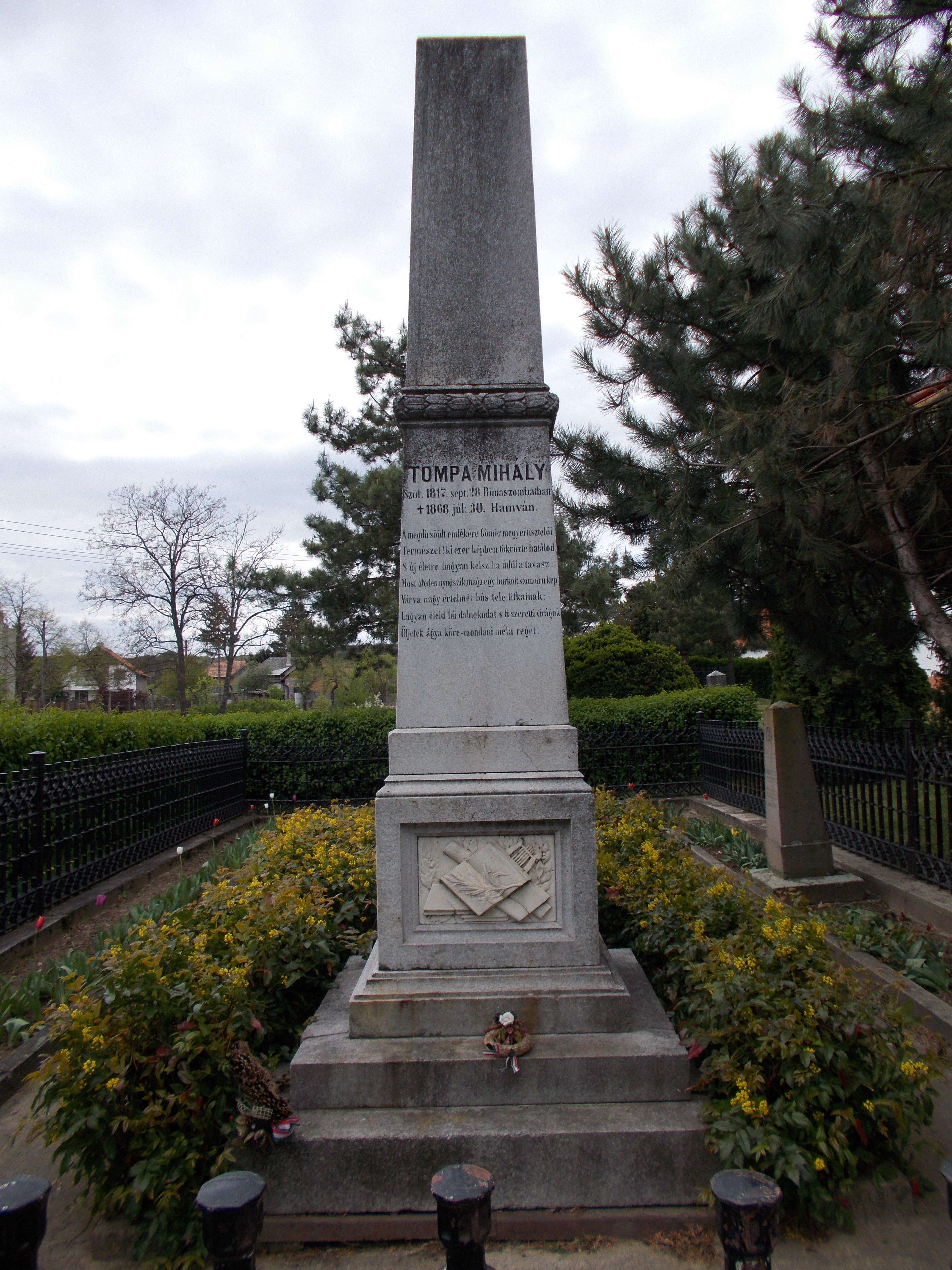
Mihály-Tompa-Grabmal

- reformierte Kirche im klassizistischen Stil aus dem Jahr 1830
- Landsitz der Familie Darvas im klassizistischen Stil, heute Kulturhaus
- Landsitz der Familie Hanvay aus dem 19. Jahrhundert
- Denkmal, Grabmal und Gedenktafel an den ungarischen Dichter Mihály Tompa, der hier 16 Jahre als Pfarrer wirkte